# 四条通
四条通（しじょうどおり）は京都府京都市の主要な東西の通りの一つ。平安京の四条大路にあたる。
東は祇園の東大路通、八坂神社の石段下から、西は松尾大社までである。

## 概要
祇園から松尾大社までの全区間が、主要地方道である京都市道186号嵐山祇園線となっている。四条通東端の祇園石段下から右京区の三菱自動車京都工場付近（梅津段町交差点の東側数十mまで）は4車線道路となっており、そこから西側は2車線道路になる。
祇園から四条烏丸まで、四条河原町交差点を中心に市内最大の繁華街が広がっている。四条室町が鉾の辻と呼ばれて下京の中心と見なされるなど、古くから主要な通りとして京都の東西の中心軸である。通行量が多いため、度々渋滞が発生する。なお山鉾巡行が行なわれる四条烏丸交差点 - 四条河原町交差点間の信号機は、山鉾の接触を防ぐために容易に折り曲げが出来る構造となっている。
四条通の多くの場所からは、通りの先の東に東山、反対方向の西に松尾山と、両端に緑の山が見えどこにいても盆地を感じさせる京都らしい風景を見ることができる。
四条河原町から西大路四条にかけては地下を阪急京都本線が走る。（烏丸駅 - 京都河原町駅間には地下道も通っている。）

## 歴史
明治末期から大正初期にかけての京都市三大事業によって東大路通から大宮通まで、その後の大正 - 昭和初期の都市計画事業（京都市区改正設計）によって西は西大路通までが拡幅され、京都市電（四条線）が敷設された。
2007年に京都市は、川端通から烏丸通間においてマイカーを禁止し、公共交通機関だけが走れる「トランジットモール」とする構想を発表した。実際の規制を試す社会実験が同年10月中旬に行われた。
東大路通から烏丸通までは路上喫煙等禁止区域である。

### 歩道拡幅事業
2012年、市の都市計画審議会で川端通から烏丸通間は歩道を拡張し、車道を片側2車線から1車線に減少させることを決定した。これは四条繁栄会商店街振興組合（以下「四条繁栄会」）が京都市に要望し、京都市がこの案に賛成した形である。市ではこの四条通の車線減少を中心とした「歩くまち京都」事業を推進しており、29億円の総事業費を計上している。
この取り組みは、既にある車道幅を狭めることで歩道の快適さを生み出そうという、大都市の中心部では異例の試みとして注目された。
なお、今回の車線減少の恩恵を受けない四条繁栄会以外の周辺地域からは反対意見が出されたほか、昭和時代に阪急が大宮から河原町駅まで延伸工事を行った際、四条繁栄会が烏丸 - 河原町間の地下商店街設置に対して反対していた（地下には商業施設の無い通路が設置された）一方で、後になって地上の人通りが多くなったことを理由に歩道の拡幅を市に働きかけるのはマッチポンプではないかとの意見もある。
2014年の暮れから1車線化への縮小工事が始まり、2015年10月に完了した。当初、京都市の予想が外れ大きな渋滞が度々発生するようになり、市営バスの利用者や市民らから市に苦情が寄せられた。
2019年時点で、工事前と比較すると通行車両の総数がおよそ4割減少、周辺道路でも1 - 2割減少した。結果的に「車で四条通に近づかないほうがいい」という印象をドライバーに与えたことも交通量減少の要因に挙げられている。市は同時に、パークアンドライド駐車場を整備するなどの取り組みを行っている。結果的に、四条通の毎月の歩行者数は拡張前より2割程度アップ、沿道の商店での消費額も増加、地価も上昇した。

四条通の変遷
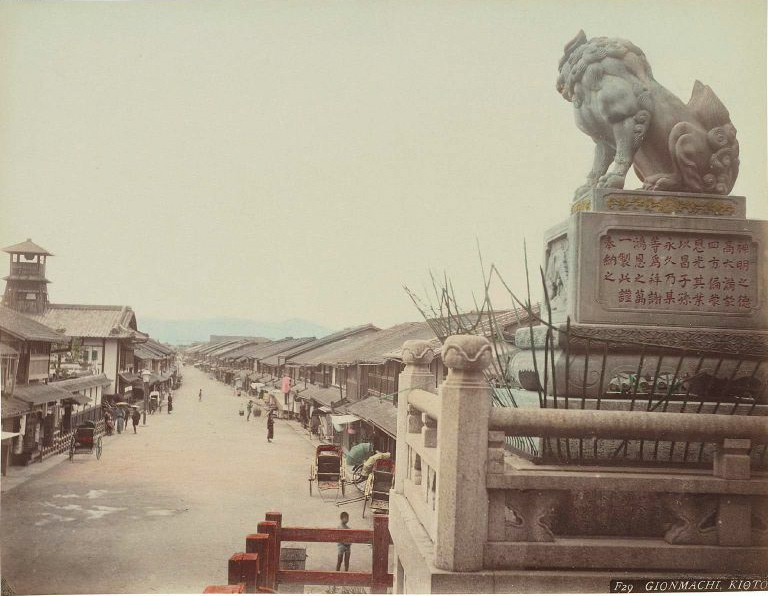
八坂神社から望む四条通 (1886年）
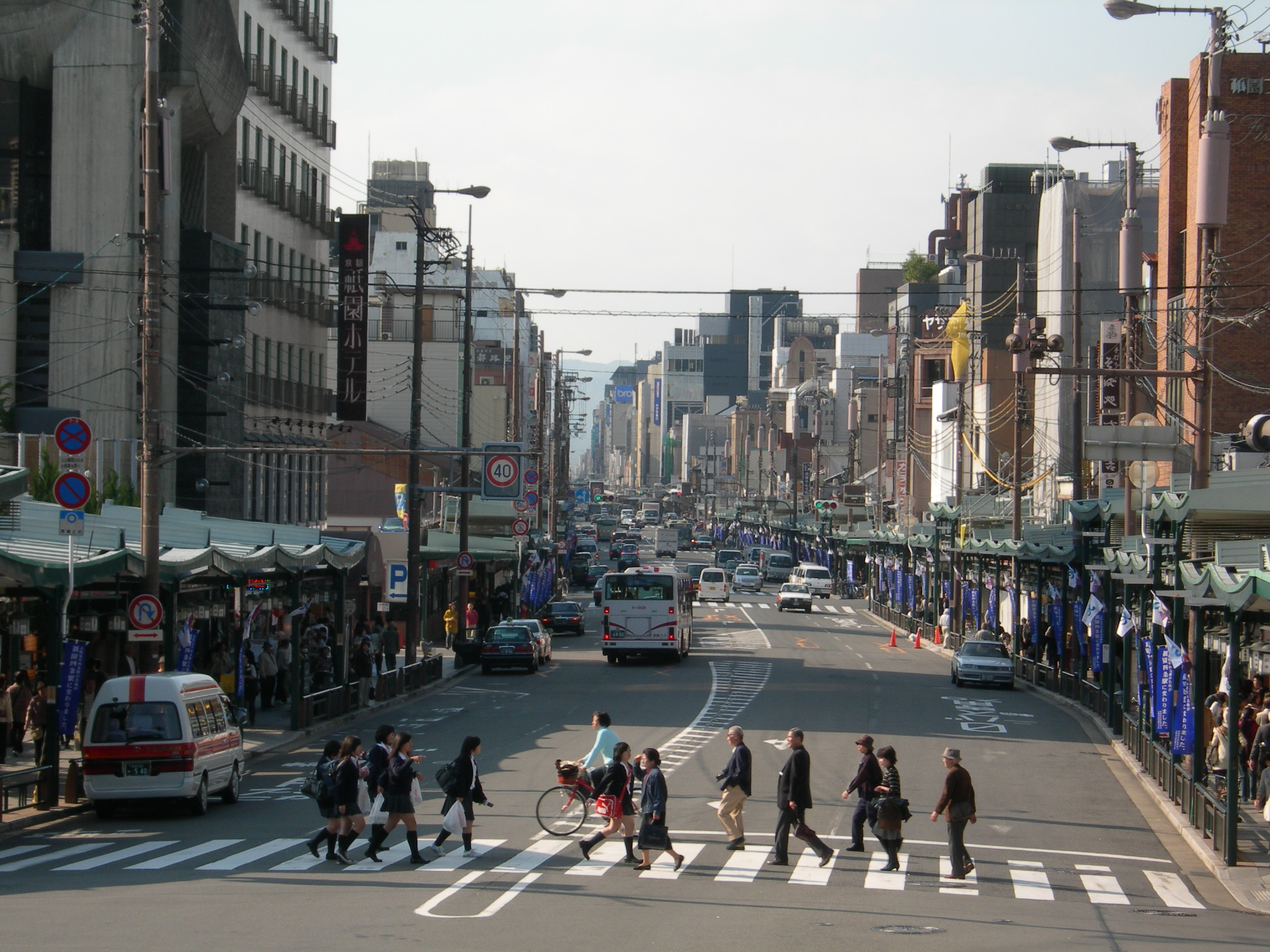
八坂神社から望む四条通 (2008年11月14日)
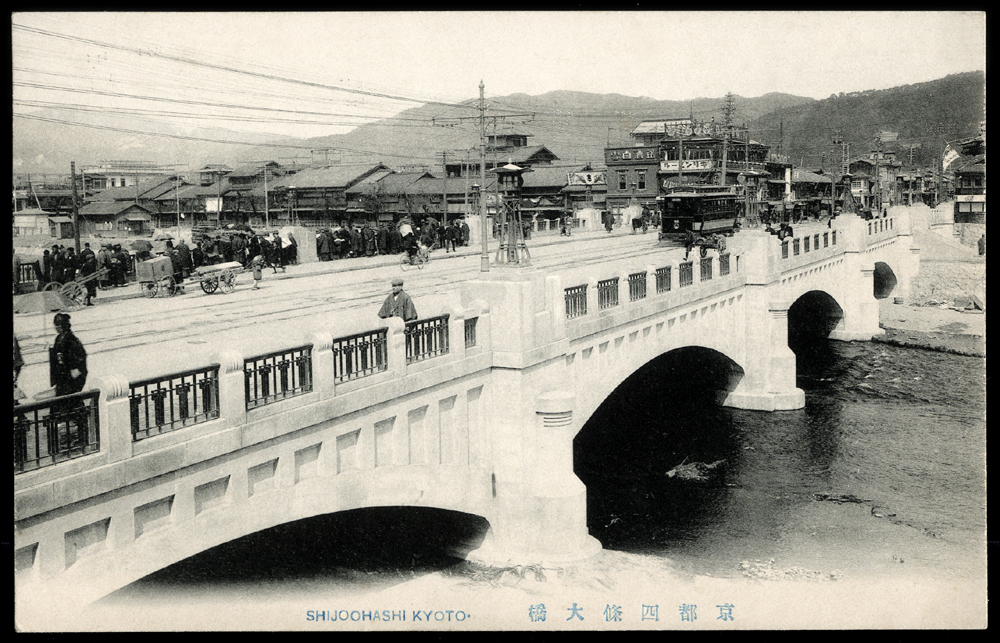
明治大正時代の絵葉書に写る四条大橋

四条通の風景
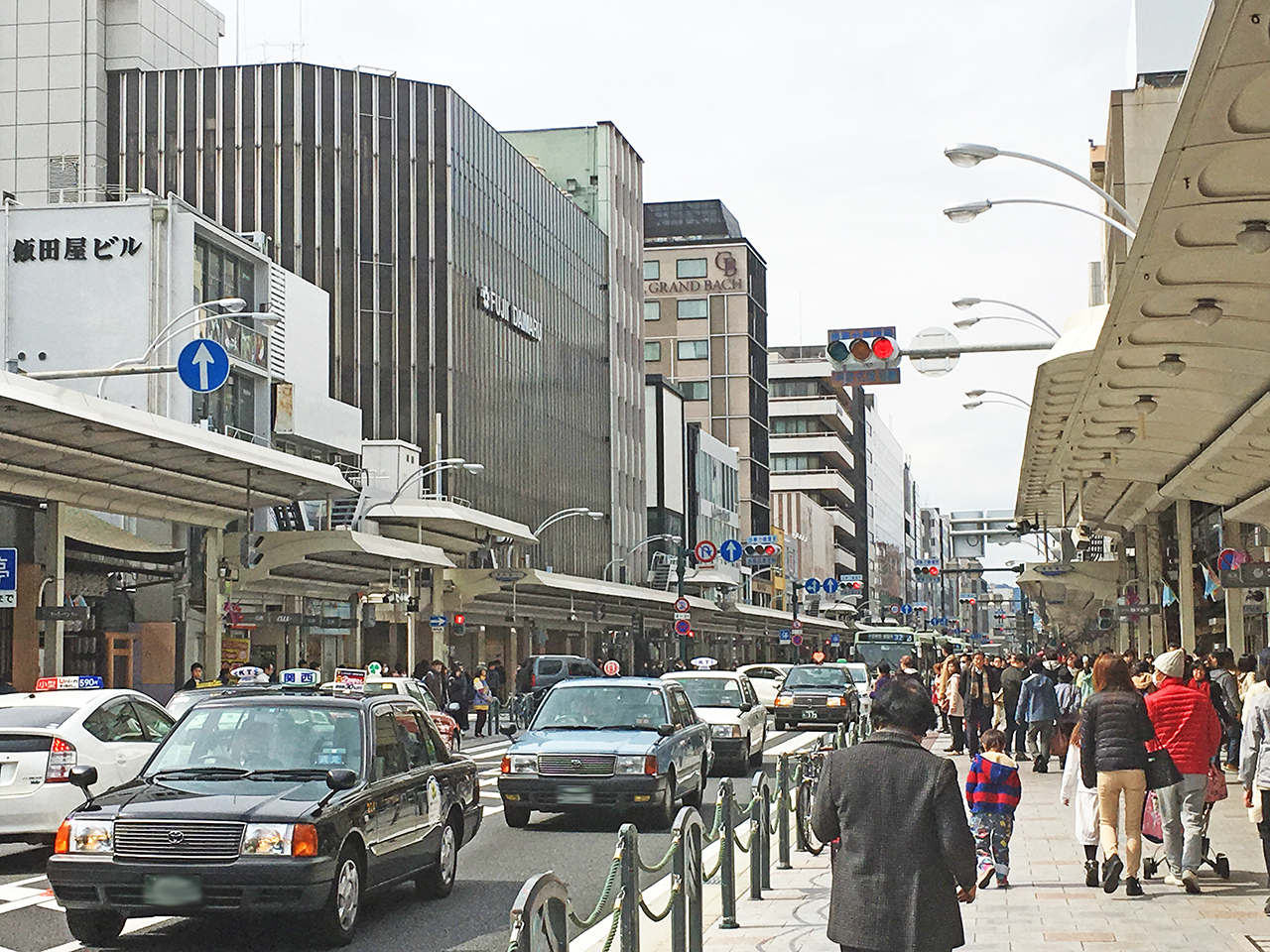
四条通 (2016年3月13日)
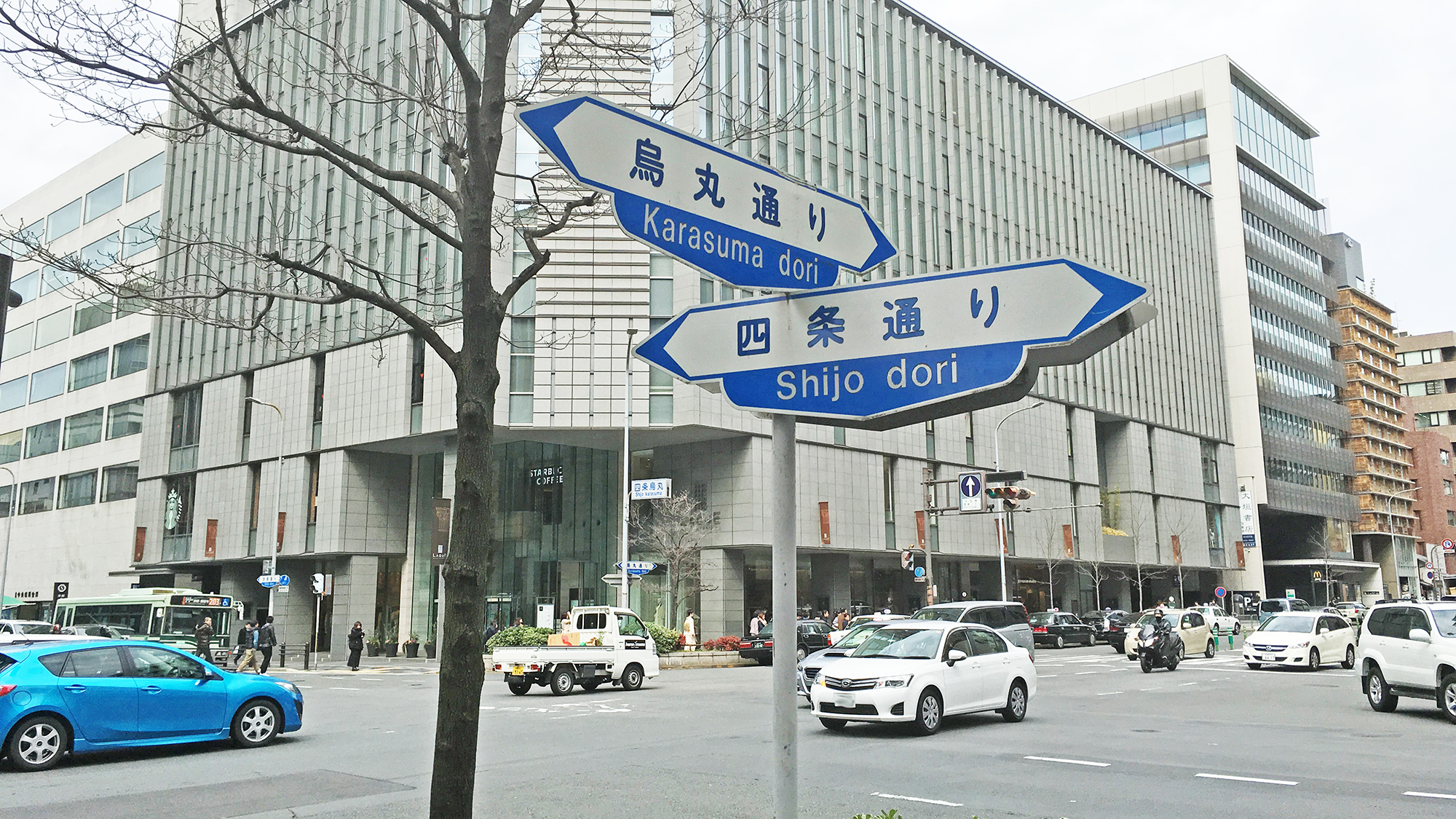
四条烏丸交差点 (2016年3月13日)
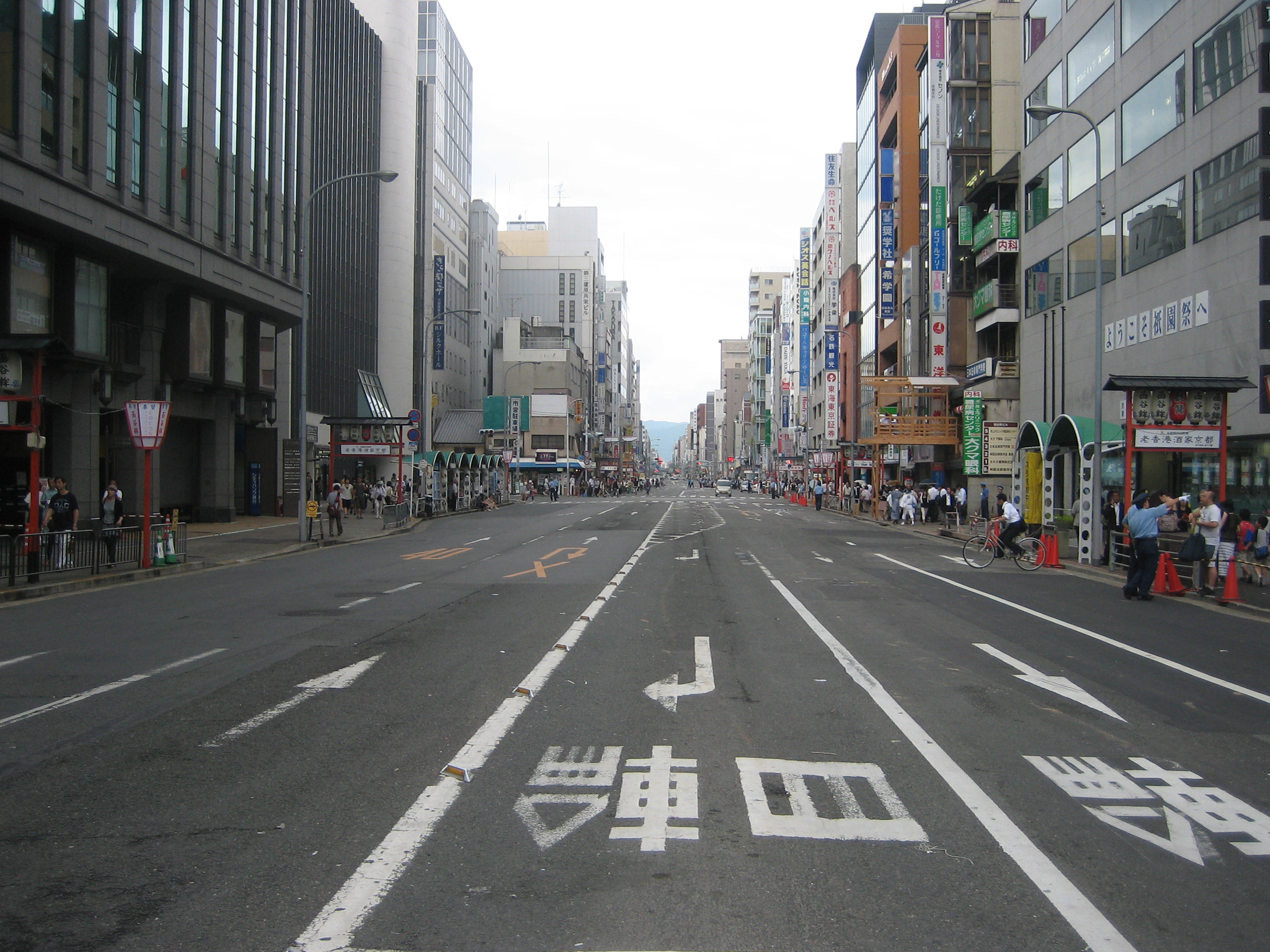
四条烏丸交差点から西側の風景
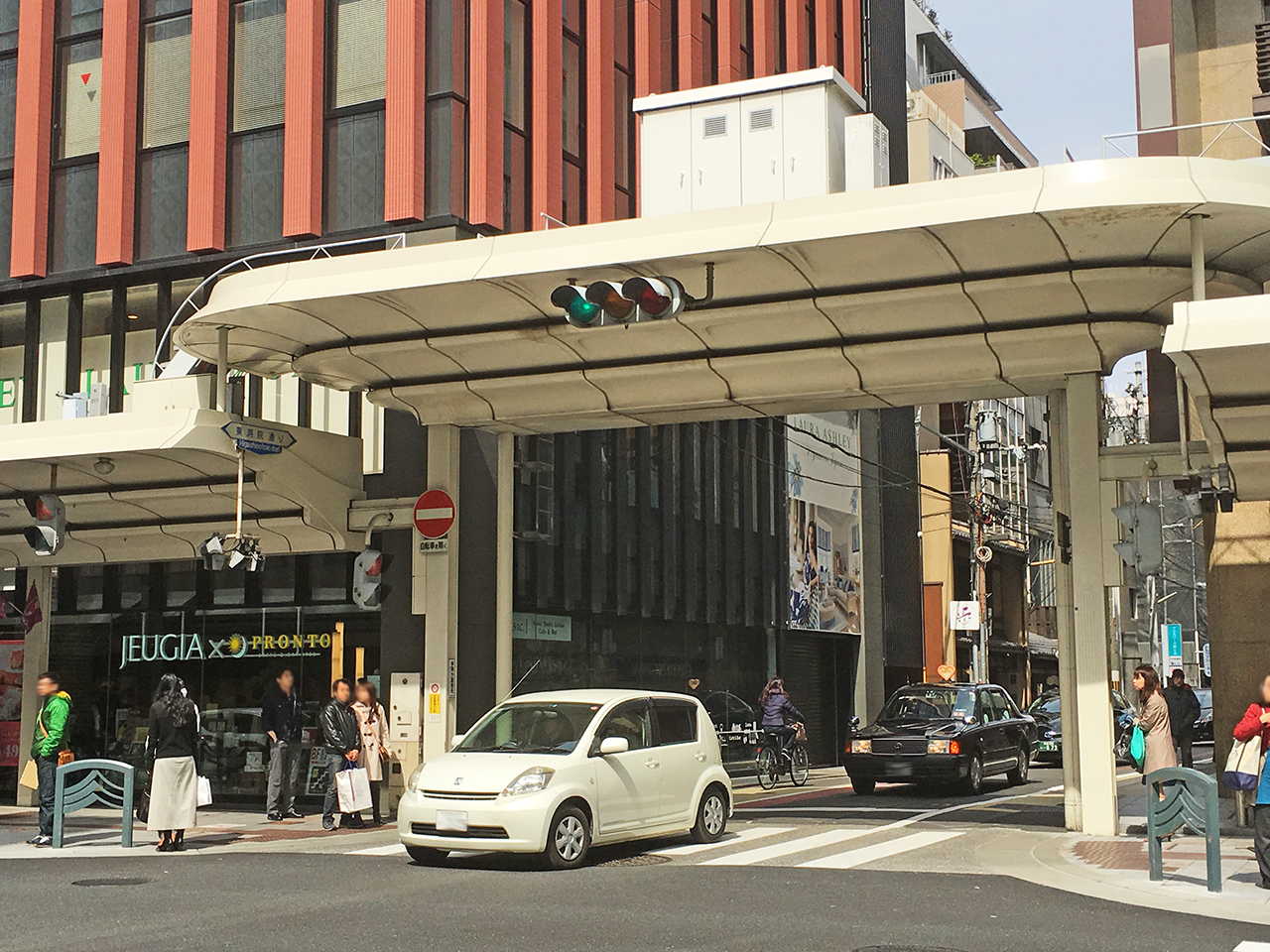
四条東洞院交差点 (2016年3月13日)
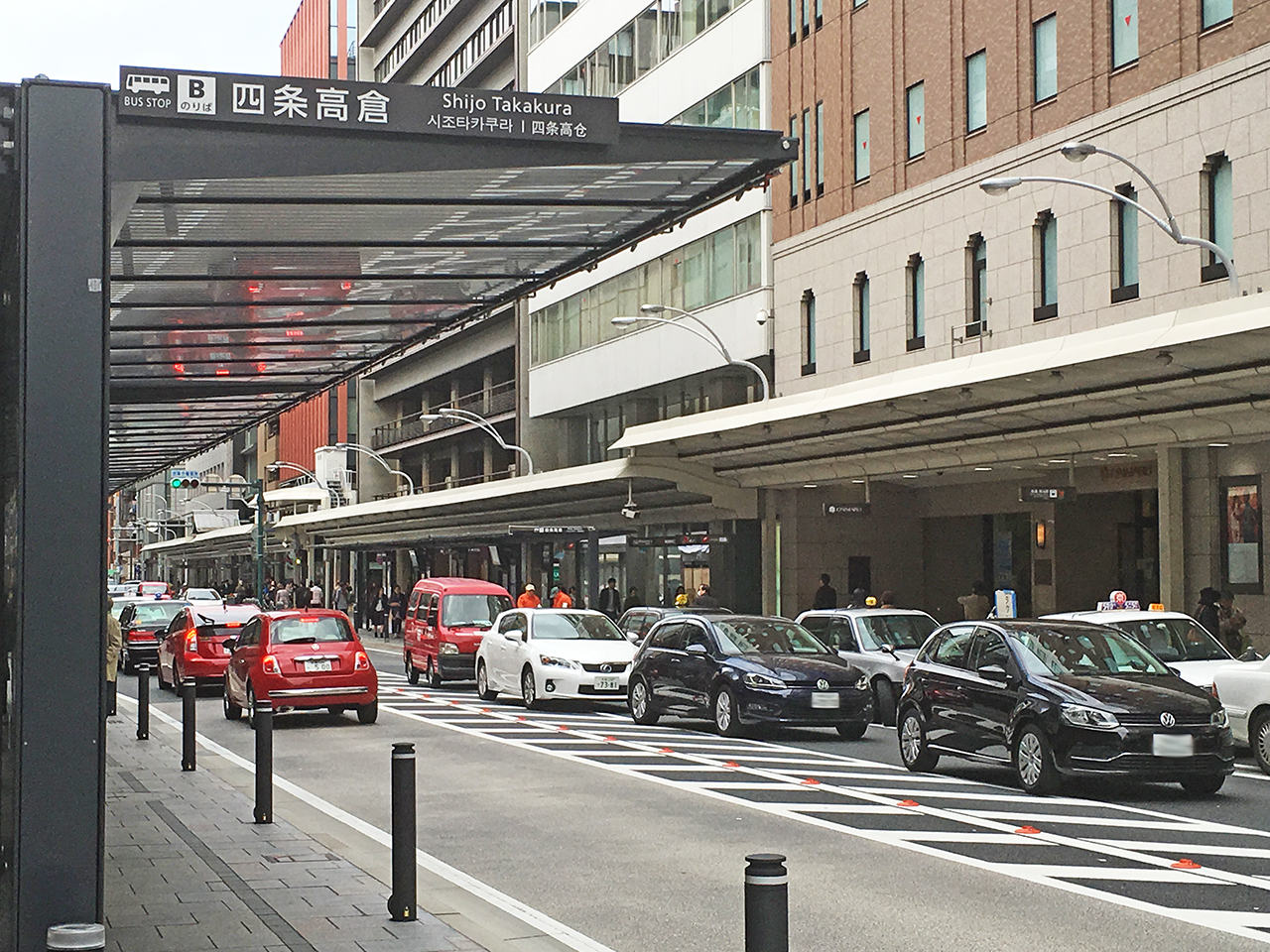
四条高倉バス停 (2016年3月13日)
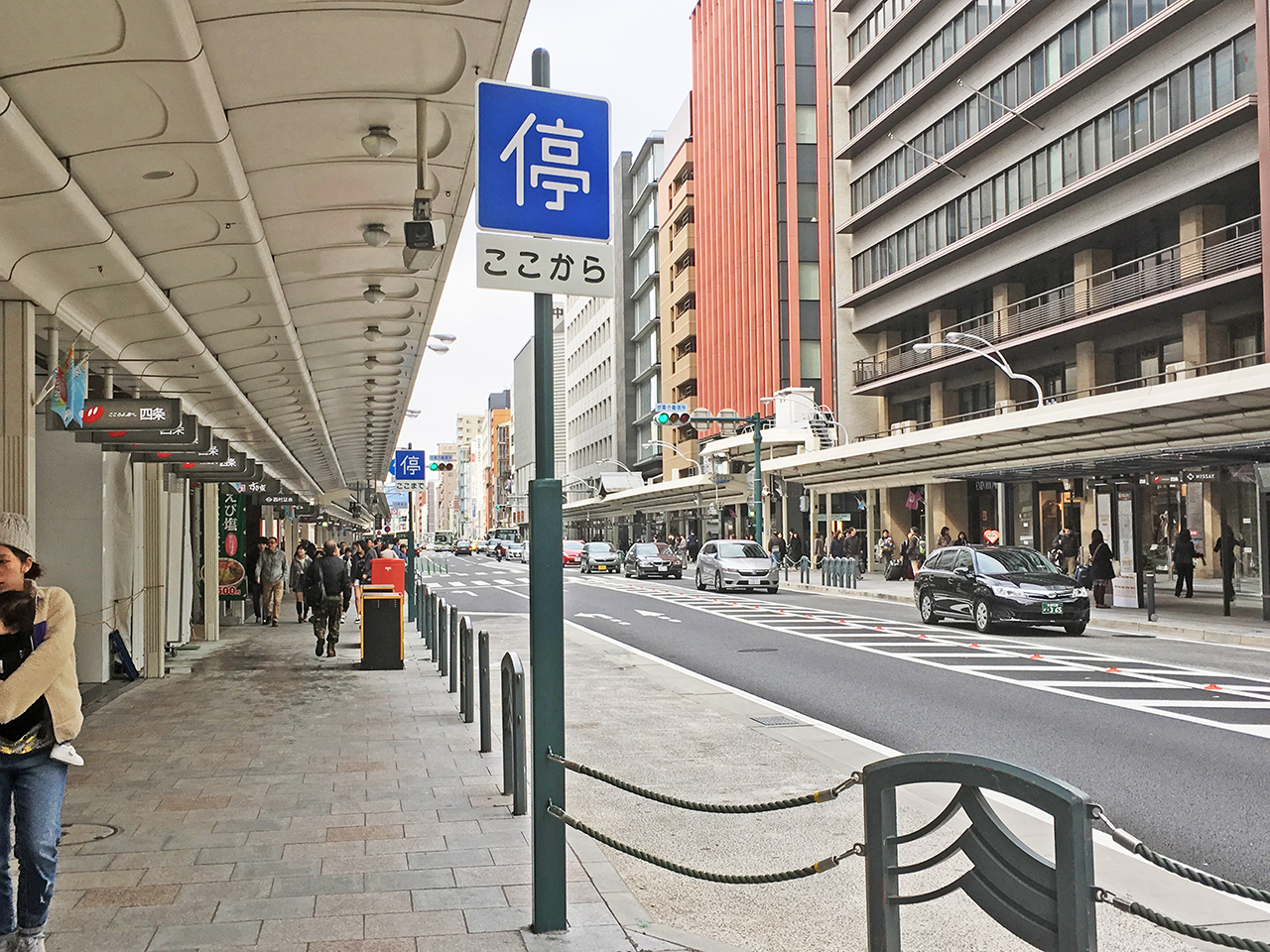
改良された四条通では商用車やタクシーの停車場が設けられている (2016年3月13日)
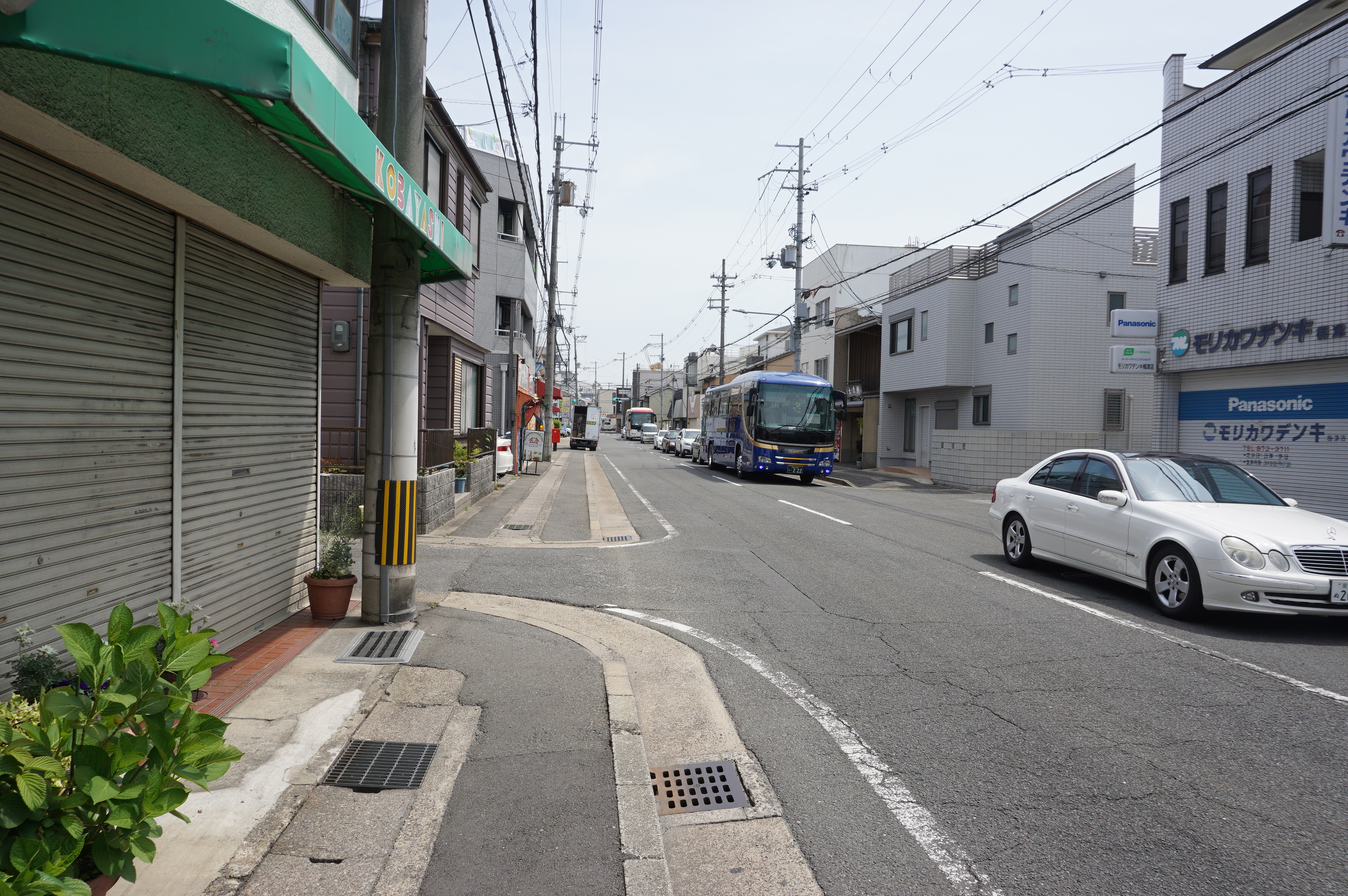
通りの西側、梅津付近では片側1車線となる

## 沿道の主な施設・名所

周辺施設
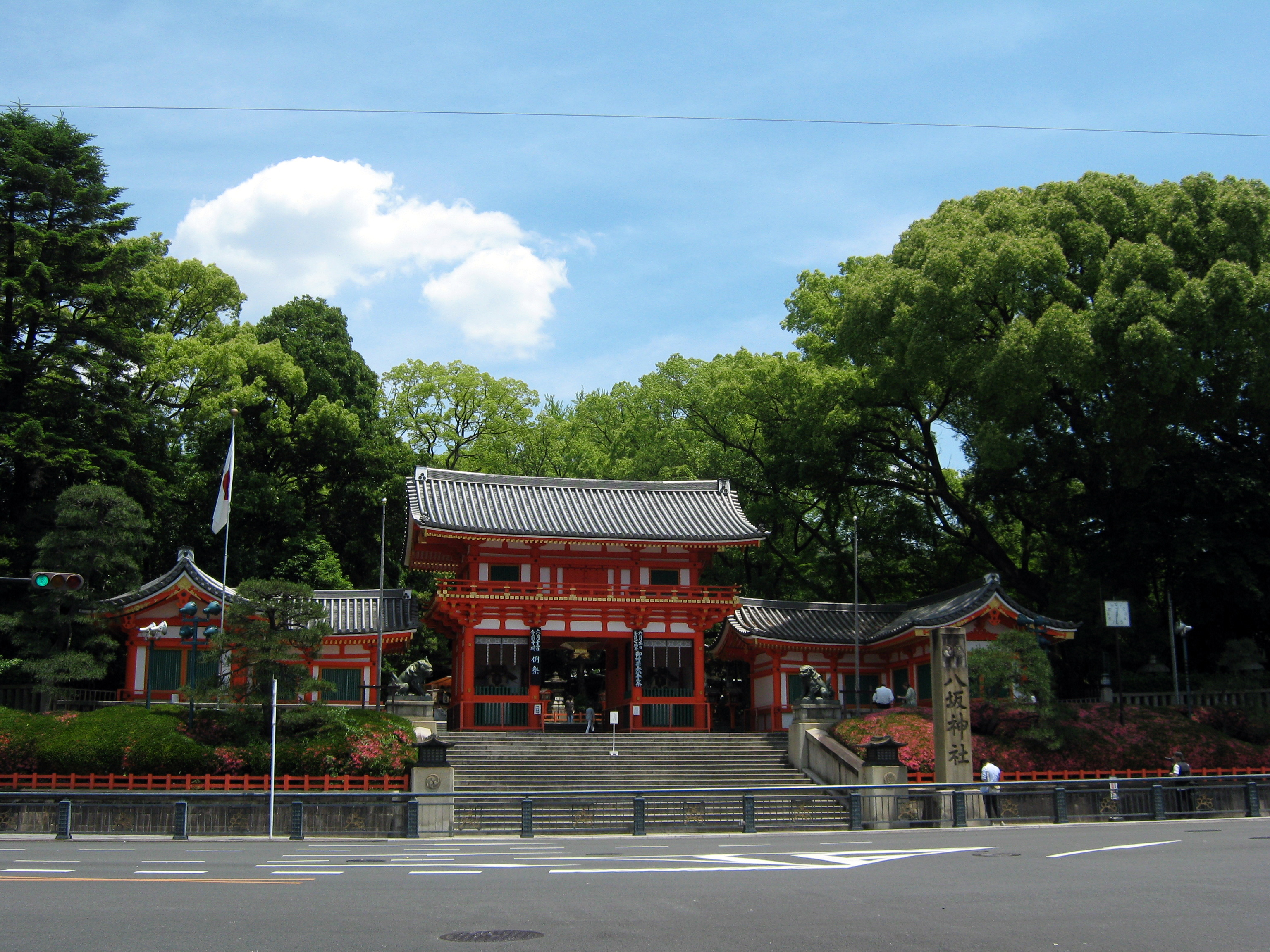
四条通東端の八坂神社
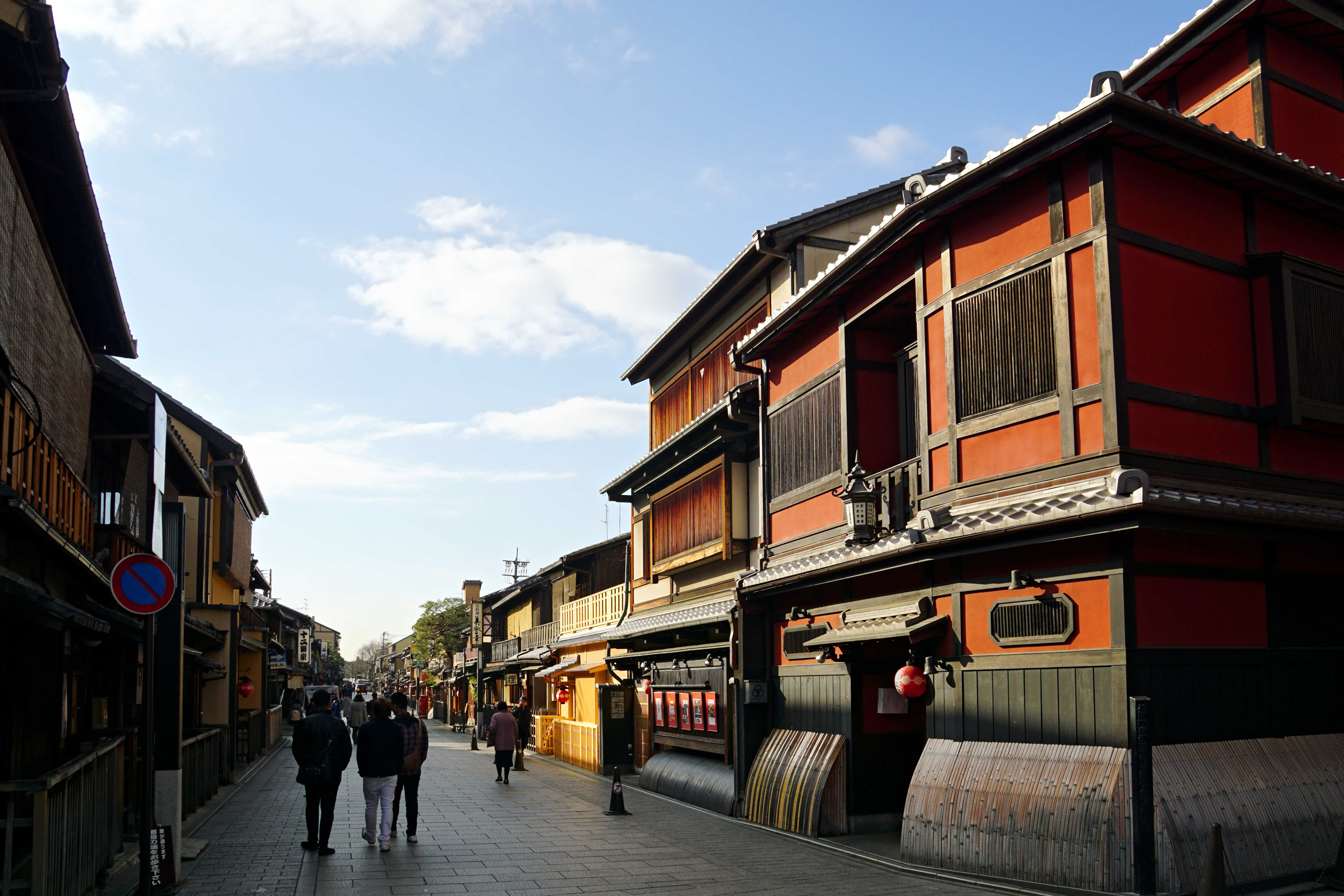
花見小路通南側の花見小路通
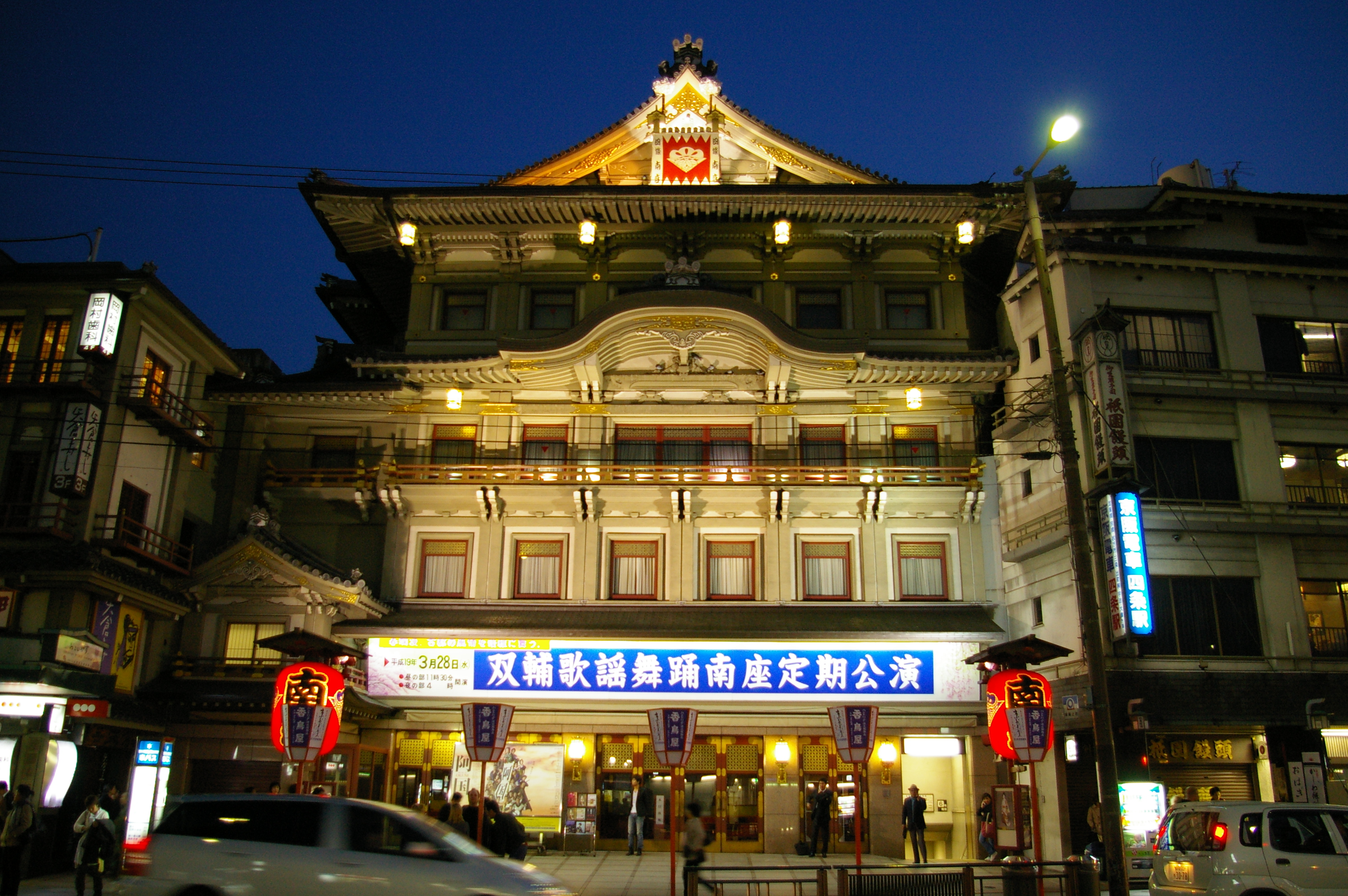
四条大橋東詰の南座
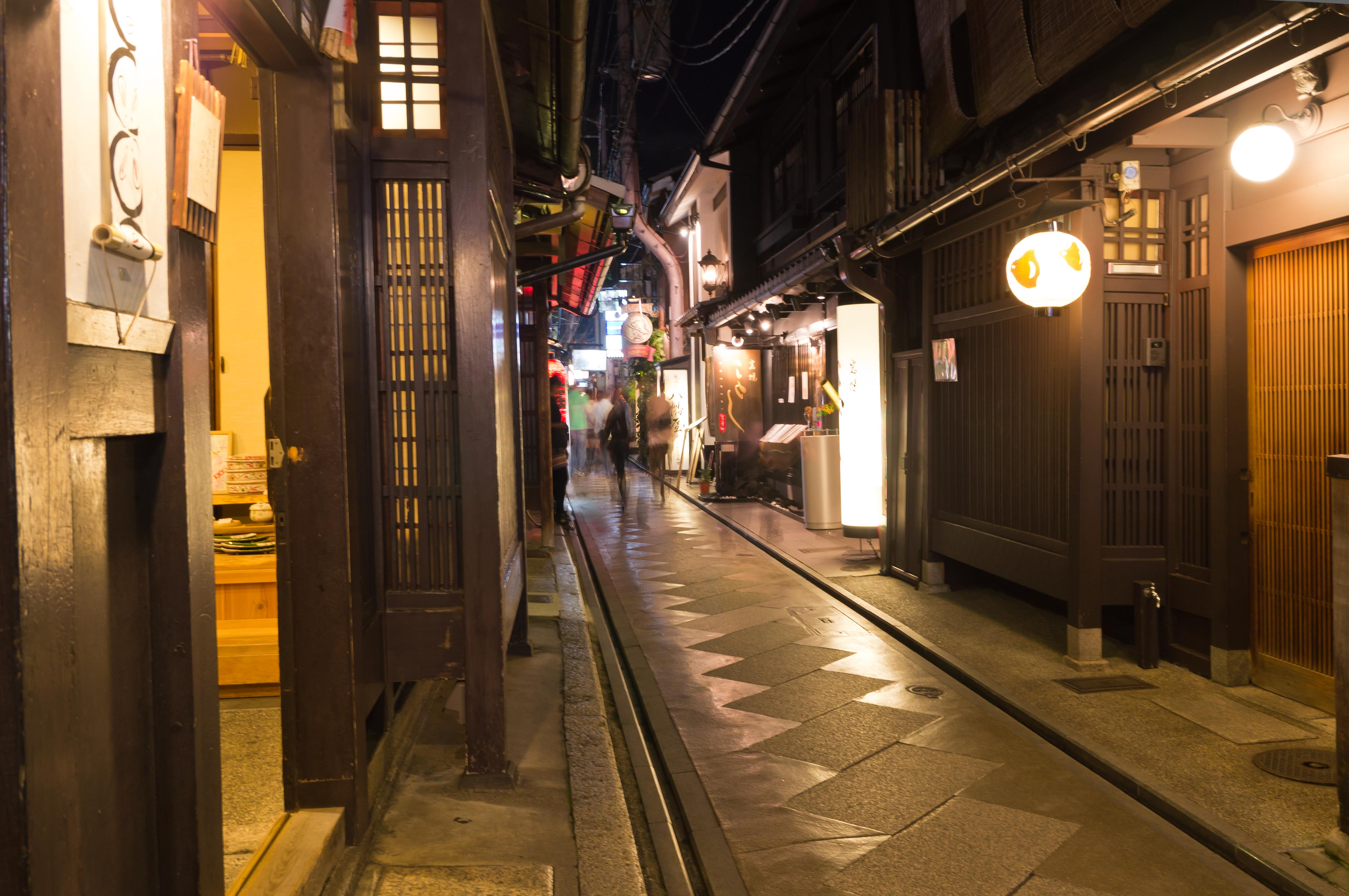
先斗町通/西石垣通の先斗町
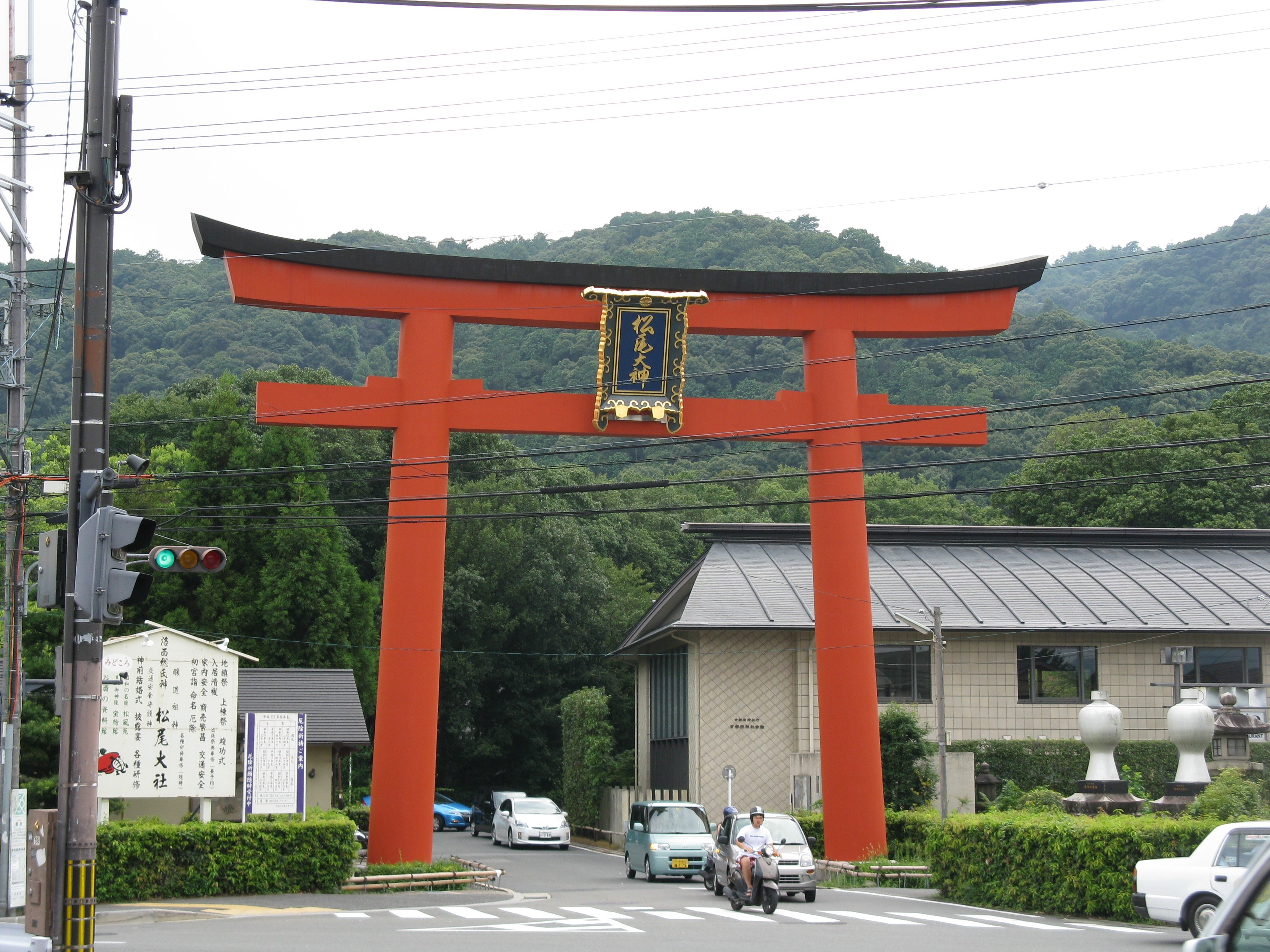
四条通西端の松尾大社
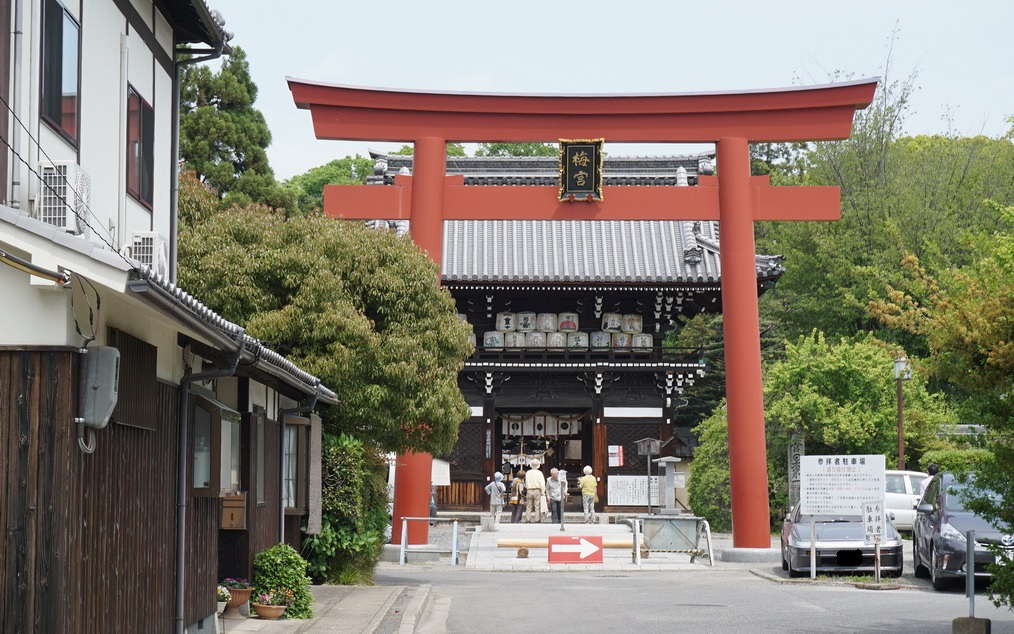
梅宮大社

- 八坂神社 祇園交差点
- 花見小路通 花見小路通南側
- 南座 四条大橋東詰
- 四条大橋（鴨川）
- 先斗町　先斗町通/西石垣通
- 京都住友ビル（エディオン他）
- コトクロス阪急河原町店
- 髙島屋京都店 河原町角
- 新京極商店街
- 藤井大丸 寺町角
- 京都信用金庫本店
- 大丸京都店 高倉角
- 京都中央信用金庫本店
- 京都産業会館 烏丸角
- 池坊短期大学 室町角
- 京都ファミリー 葛野大路
- 京都外国語大学 葛野大路
- 京都市交通局梅津営業所
- 三菱自動車工業京都製作所
- 日新電機本社工場
- 梅宮大社
- 松尾橋（桂川）
- 松尾大社

## 沿道の鉄道駅
- 京阪電気鉄道 - 祇園四条駅
- 京都市営地下鉄烏丸線 - 四条駅 -
- 阪急京都本線 - 京都河原町駅 - 烏丸駅 - 大宮駅 - 西院駅
- 阪急嵐山線 - 松尾大社駅
- 京福電鉄 - 四条大宮駅 - 西院駅